# Sidney Richard Percy

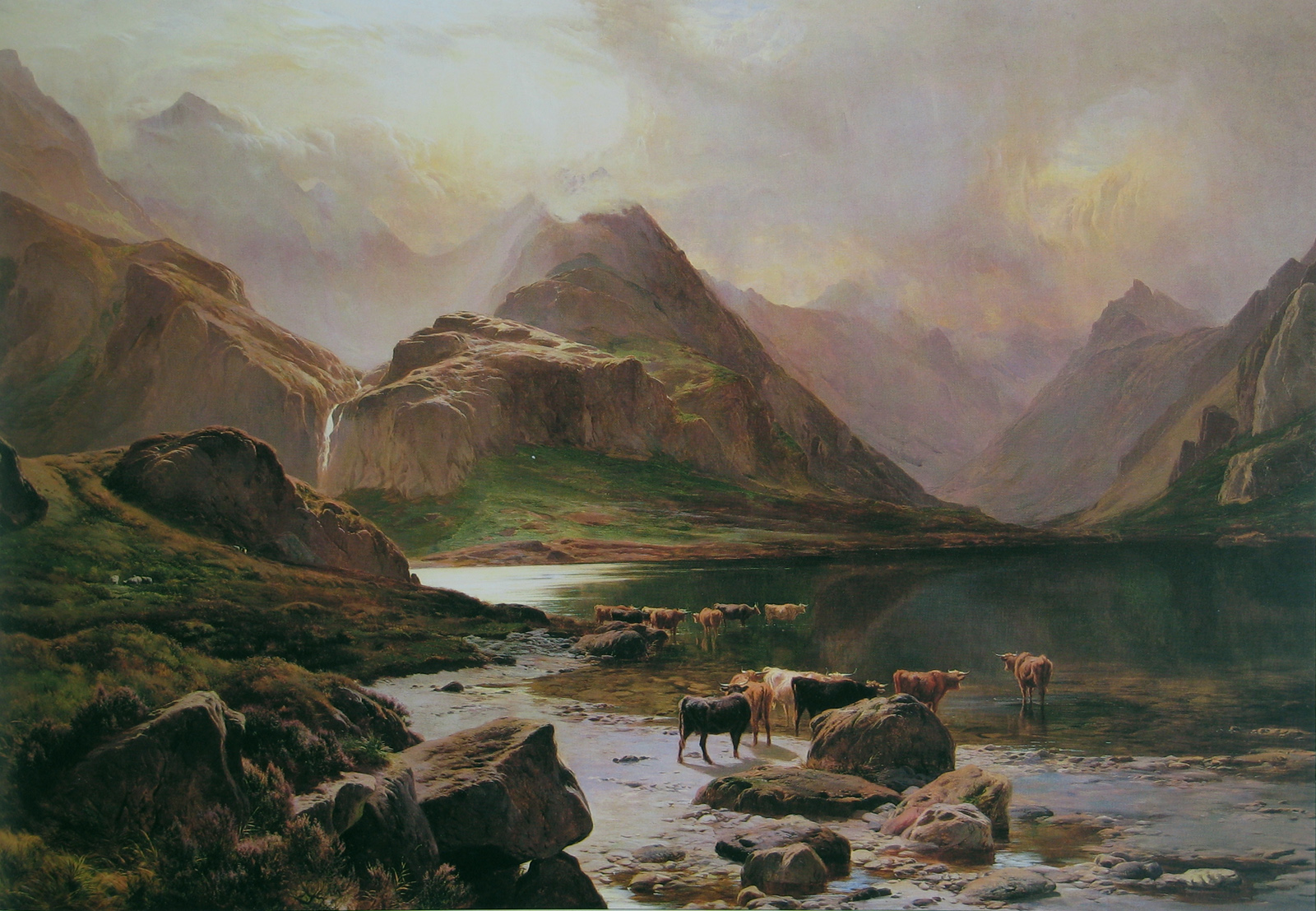
Wyspa Skye, 1874

Sidney Richard Percy (właściwie Sidney Richard Percy Williams) (ur. 1821 w Londynie, zm. 13 kwietnia 1886 w Sutton (Londyn)) – brytyjski malarz pejzażysta.

## Życiorys
Był piątym synem Edwarda Williamsa, który podobnie jak jego sześciu synów zajmował się malowaniem angielskich krajobrazów. W 20. roku życia zaczął podpisywać się nazwiskiem Percy, by odróżnić swoje prace od pozostałych członków rodziny. Malował pejzaże północnej Walii, Devon, Yorkshire, Lake District i Skye. Wystawiał z powodzeniem w Royal Academy od 1842 roku. Podróżował m.in. po Włoszech, Szwajcarii i Francji (1865). Był żonaty z Emily Charlotte Fairlam, z którą miał czworo dzieci. Mieszkał w Buckinghamshire, później w Redhill (hrabstwo Surrey), a następnie w Redhill.